# Sibiromicina
La sibiromicina è una pirrolobenzodiazepina dotata di attività antitumorale e antibiotica; viene prodotta in natura dal batterio Streptosporangium sibiricum.